# Aciérie Oboukhov
L'aciérie Oboukhov (en russe : Государственный Обуховский Завод, ГОЗ ; Gossoudartvenny Oboukhovski Zavod, GOZ; « Usine d'État Oboukhov ») est une aciérie importante de Russie qui se trouve à Saint-Pétersbourg. Du temps de l'URSS, c'étaient les aciéries Bolchevik.

## Historique

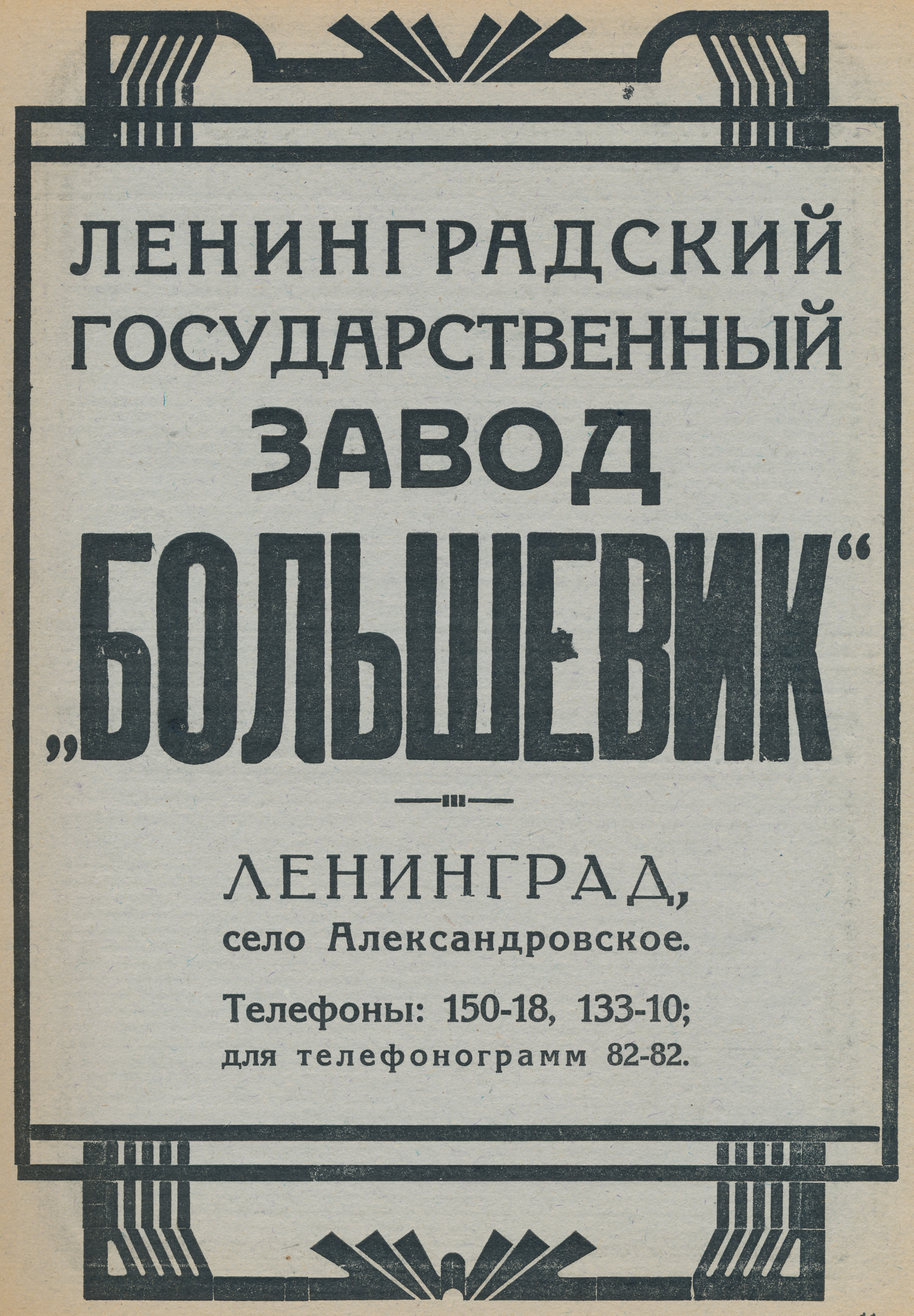

Cette usine sidérurgique a été inaugurée le 4 (16) mai 1863. Elle se trouve dans le village d'Alexandrovskoïe (aujourd'hui district de la ville), faubourg du sud-est de la capitale impériale, au bord de la grand-route de Schlüsselbourg (aujourd'hui avenue de la Défense d'Oboukhov). La compagnie fondatrice est formée de la société par actions réunissant les capitaux de Pavel Oboukhov, (actionnaire majoritaire), Nikolaï Poutilov, richissime industriel, et Sergueï Koudriavtsev, avec l'accord du ministère de la Marine. En effet l'usine est avant tout destinée à l'industrie navale.
L'empereur Alexandre II nomme en novembre 1864, comme directeur de l'usine, le capitaine-lieutenant Alexandre Kolokoltsov. L'usine atteint un niveau mondial dans les années 1870 en ce qui concerne la production de l'armement. C'est à cette époque que Kolokoltsov fait appel à l'ingénieur métallurgiste Tchernov pour lequel un grand bureau d'étude est ouvert. C'est dans cette usine que sont utilisés pour la première fois en Russie des fours Martin et des convertisseurs.
En 1884, l'usine devient la première de tout l'Empire russe en ce qui concerne la production d'obus.
En 1895, l'ingénieur russe d'origine polonaise Rjechotarski (ou Rzeszotarski selon la graphie polonaise) fonde à l'usine le premier laboratoire métallographique jamais réalisé dans tout l'Empire russe.
En 1886, l'usine est entièrement rachetée par le Trésor russe.
L'usine fait partie des entreprises sidérurgiques les plus en avance de son époque d'un point de vue technique. Elle produit une vingtaine de sortes d'aciers différents, fabrique des cuirasses de navires, l'installation des tours d'artillerie, et des canons d'acier de différents calibres, des mines, des munitions, le tout en acier, en cuivre ou en fonte. L'usine est à la pointe également en ce qui concerne les vilebrequins de paquebots, les instruments chirurgicaux ou de dessin industriel, ainsi que les boîtes à fusil et surtout en ce qui concerne, les roues, essieux et autres produits pour le matériel roulant ferroviaire de tout l'Empire russe.
C'est en 1886 qu'est décidé pour la première fois de fabriquer à l'usine Oboukhov deux moteurs d'avion pour l'aéroplane de Mojaïski.

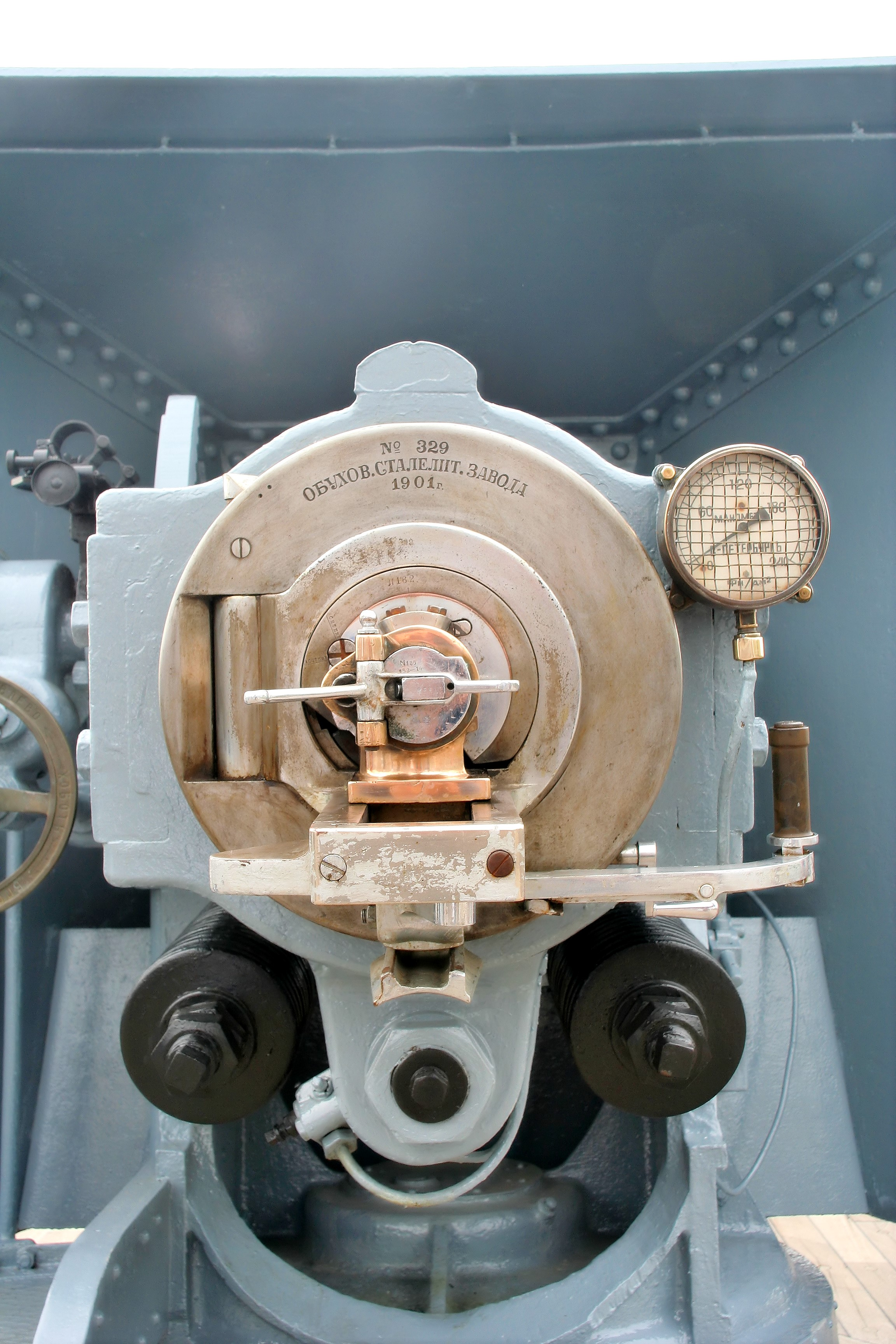
Tourelle du croiseur Aurore.

La fabrication de munitions et de plaques d'acier pour les cuirassés commence au début des années 1890.
L'aciérie participe activement  à des expositions en Russie ou à l'étranger, comme l'exposition universelle de Paris en 1867, l'exposition panrusse de Saint-Pétersbourg en 1870, l'exposition polytechnique de Moscou en 1872, l'exposition universelle de Vienne en 1873, l'exposition universelle de Philadelphie en 1876, l'exposition panrusse de Nijni Novgorod de 1896. Elle reçoit des médailles à haut niveau à toutes ces expositions.
En mai 1901, l'usine est secouée par une grève massive, réprimée par la police et les forces de l'ordre (ce qu'on appelle la Défense d'Oboukhov).
En 1904, l'usine sidérurgique Alexandrovski est réunie à l'usine Oboukhov et en 1905 un atelier d'optique est fondé à l'usine qui est à la base de la LOMO; celle-ci produit en quantité du matériel optique, comme longue-vues, télescopes, panoramas, jumelles à prisme, etc.
Déjà échaudée par les grèves de 1901, l'usine est la première en Russie à adopter en 1905 (alors que gronde la révolution de 1905) les trois huit.
L'usine reçoit en 1908 le droit de porter ses propres couleurs, de la part de Nicolas II (de même que d'autres usines et chantiers navals dépendant du ministère de la Marine (l'usine d'Ijorsk, l'usine Balte, les chantiers navals de l'Amirauté)
En 1900, le nombre d'ouvriers travaillant à l'usine est de 4 000 ; quatorze ans plus tard, à la veille de la Première Guerre mondiale, ils sont 10 266.  Les idées révolutionnaires se répandent rapidement parmi eux, avec plus tard une brigade parmi les importantes de la Garde rouge au moment de la révolution de 1917.
Le directeur et les cadres dirigeants sont renvoyés en février 1918 (certains arrêtés) et le personnel dirigeant nommé spécialement par un comité ouvrier qui reste en place jusqu'en 1920. En fait, l'usine a complètement cessé le travail le 22 décembre 1917, et les derniers ouvriers ont tous été licenciés le 28 janvier 1918. Cette fermeture dure pendant trois ans, alors que la guerre civile russe fait rage.
Le soviet de Petrograd décide le 4 novembre 1922 de renommer l'usine en usine « Bolchevik » d'État de Petrograd. C'est elle qui produit les premiers tracteurs et tanks d'URSS.
En 1992, après la dislocation de l'Union soviétique, l'usine reprend son nom précédent d' « usine d'État Oboukhov ». Elle devient une société (ouverte) par actions en 2003.
Aujourd'hui, elle fait partie du cartel « Almaz-Antei » (depuis un décret présidentiel de 2002).

## Source
- (ru) Cet article est partiellement ou en totalité issu de l’article de Wikipédia en russe intitulé « Обуховский завод » (voir la liste des auteurs).